# Rheeze
Rheeze is een esdorp in de gemeente Hardenberg in de Nederlandse provincie Overijssel. Op 1 januari 2023 bedroeg het inwoneraantal van Rheeze 285 personen.
Rheeze bestaat al sinds de vroege middeleeuwen. Het heeft een karakteristiek en gaaf bewaard gebleven brink, waar omheen de boerderijen van het dorp zijn gegroepeerd. Eind 1992 is een deel van de kern van Rheeze aangewezen als beschermd dorpsgezicht. In de kern van Rheeze ligt tevens een terrein van hoge archeologische waarde, waardoor bij bodemwerkzaamheden dieper dan 40 centimeter archeologisch onderzoek vereist is.

## Recreatiegebied
Door de ligging van Rheeze in het groene Overijsselse Vechtdal speelt ook het toerisme een zeer belangrijke rol in Rheeze. Er bevinden zich, voornamelijk aan de Grote Beltenweg, vele campings die jaarlijks duizenden kampeerders huisvesten.

## De Oldemeijer
De Oldemeijer is een recreatieplas in boswachterij Hardenberg, nabij Rheeze. Er ligt een strand rondom het meer en in het midden een eilandje dat zwemmend en via twee voetbruggen bereikbaar is. Er zijn toiletten en bij mooi weer staat er een kiosk waar snacks verkrijgbaar zijn.

## Geboren in Rheeze
De kerkhervormer Albertus Risaeus werd in 1510 te Rheeze geboren; de Latijnse naam 'Risaeus' verwijst hiernaar. Hij stond echter ook wel bekend als Albert(us) Hardenberg, naar het stadje nabij Rheeze. Omdat hij bijzonder slim was, vertrok hij echter al op zijn 7e naar Groningen, waar betere opleidingsmogelijkheden waren.